# Бела Црква (Ораховац)
Бела Црква (алб. Bellacërkë) насељено је место у Србији у општини Ораховац. Административно припада Косову и Метохији, односно Призренском управном округу. Према попису из 2011. године било је 2.270 становника.
Атар насеља се налази на територији катастарске општине Бела Црква површине 1096 ha. Село је смештено поред асфалтног пута који се код суседног села Зрзе спаја са путем Ђаковица—Призрен. Налази се јужно од Ораховца, на удаљености од 7 километара, а око 3 километра од леве обале Белог Дрима. Кроз село пролази поток Сошница, и дели га на два неједнака дела. Насеље је збијеног типа.

## Историја
Под данашњим именом село се први пут помиње 1327. године, у повељи Стефана Дечанског манастиру Хиландару. У селу су остаци неколико хришћанских цркава. Најстарија је рановизантијска црква посвећена Св. Врачима, уз коју је откопана некропола из 12. века. Налазила се на месту Пажик, недалеко од основне школе. Њени темељи су откривени у другој половини 20. века археолошким истраживањем које је организовао Покрајински завод за заштиту споменика. Темељи јој нису стајали откривени ни годину дана, јер су их мештани Албанци поново затрпали. Друга је црква Св. Илије, која се помиње у Дечанској хрисовуљи из 1330. године. У засеку Поповићи, који је у 19. веку прешао у муслиманску веру, налазила се црква Св. Јелене. На брежуљку повише села, на месту званом Листенол, постојала је и црква посвећена Св. Арханђелу, у народу познатија као Свети Ранђо.

## Демографија
У Белој Цркви 1980. године живе искључиво Албанци, којих има око 100 кућа. Међутим, пред Други светски рат у селу је било тридесетак српских кућа, које су се иселиле до 1975. године.
Према попису из 1981. године место је било већински насељено Албанцима.
Упоредни преглед етничког састава становништва 1961, 1981. и 2011. године
| Етнички састав према попису из 1961.‍ | Етнички састав према попису из 1961.‍ | Етнички састав према попису из 1961.‍ | Етнички састав према попису из 1961.‍ | Етнички састав према попису из 1961.‍ |
| ------------------------------------ | ------------------------------------ | ------------------------------------ | ------------------------------------ | ------------------------------------ |
|                                      |                                      |                                      |                                      |                                      |
| Албанци                              | Албанци                              |                                      | 856                                  | 97,9%                                |
| Срби                                 | Срби                                 |                                      | 17                                   | 1,9%                                 |
| Укупно: 874                          |                                      |                                      |                                      |                                      |

| Етнички састав према попису из 1981.‍ | Етнички састав према попису из 1981.‍ | Етнички састав према попису из 1981.‍ | Етнички састав према попису из 1981.‍ | Етнички састав према попису из 1981.‍ |
| ------------------------------------ | ------------------------------------ | ------------------------------------ | ------------------------------------ | ------------------------------------ |
|                                      |                                      |                                      |                                      |                                      |
| Албанци                              | Албанци                              |                                      | 1.781                                | 99,1%                                |
| Југословени                          | Југословени                          |                                      | 15                                   | 0,8%                                 |
| Укупно: 1.797                        |                                      |                                      |                                      |                                      |

| Етнички састав према попису из 2011.‍ | Етнички састав према попису из 2011.‍ | Етнички састав према попису из 2011.‍ | Етнички састав према попису из 2011.‍ | Етнички састав према попису из 2011.‍ |
| ------------------------------------ | ------------------------------------ | ------------------------------------ | ------------------------------------ | ------------------------------------ |
|                                      |                                      |                                      |                                      |                                      |
| Албанци                              | Албанци                              |                                      | 2.231                                | 98,3%                                |
| Ашкалије                             | Ашкалије                             |                                      | 20                                   | 0,9%                                 |
| Египћани                             | Египћани                             |                                      | 17                                   | 0,7%                                 |
| Укупно: 2.270                        |                                      |                                      |                                      |                                      |

Број становника на пописима:
|             | \| Демографија[6] \| Демографија[6] \| Демографија[6] \| \| Година \| Становника \| Становника \| \| -------------- \| -------------- \| -------------- \| \| 1948. \| 620 \| \| \| 1953. \| 680 \| \| \| 1961. \| 874 \| \| \| 1971. \| 1.336 \| \| \| 1981. \| 1.797 \| \| \| 1991. \| 2.299 \| \| |            |
| Демографија | |            |
| Година      | Становника | Становника |
| 1948.       | 620 |            |
| 1953.       | 680 |            |
| 1961.       | 874 |            |
| 1971.       | 1.336 |            |
| 1981.       | 1.797 |            |
| 1991.       | 2.299 |            |